# Jean-Baptiste Adolphe Coppieters 't Wallant

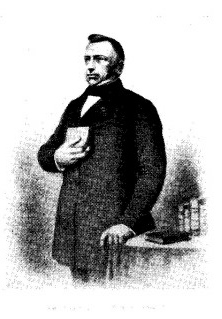
Jean-Baptiste Coppieters 't Wallant

Jean-Baptiste-Adolphe-Ghislain Coppieters 't Wallant (Poperinge, 1 januari 1806 - 8 maart 1860) was een Belgisch politicus.
Hij was een lid van de adellijke familie Coppieters, de zoon van Jean-Baptiste Coppieters 't Wallant, burgemeester van Brugge tussen 1830 en 1840, en een neef en schoonzoon van Charles Coppieters Stochove.
Hij studeerde rechten aan de Rijksuniversiteit Gent en schreef zich in als advocaat aan de balie van Brugge.
Vanaf 1853 werd Coppieters in het arrondissement Brugge verkozen tot lid van de Kamer van volksvertegenwoordigers voor de Liberale Partij. Hij zetelde tot zijn dood in 1860.